# Marktkauf Holding

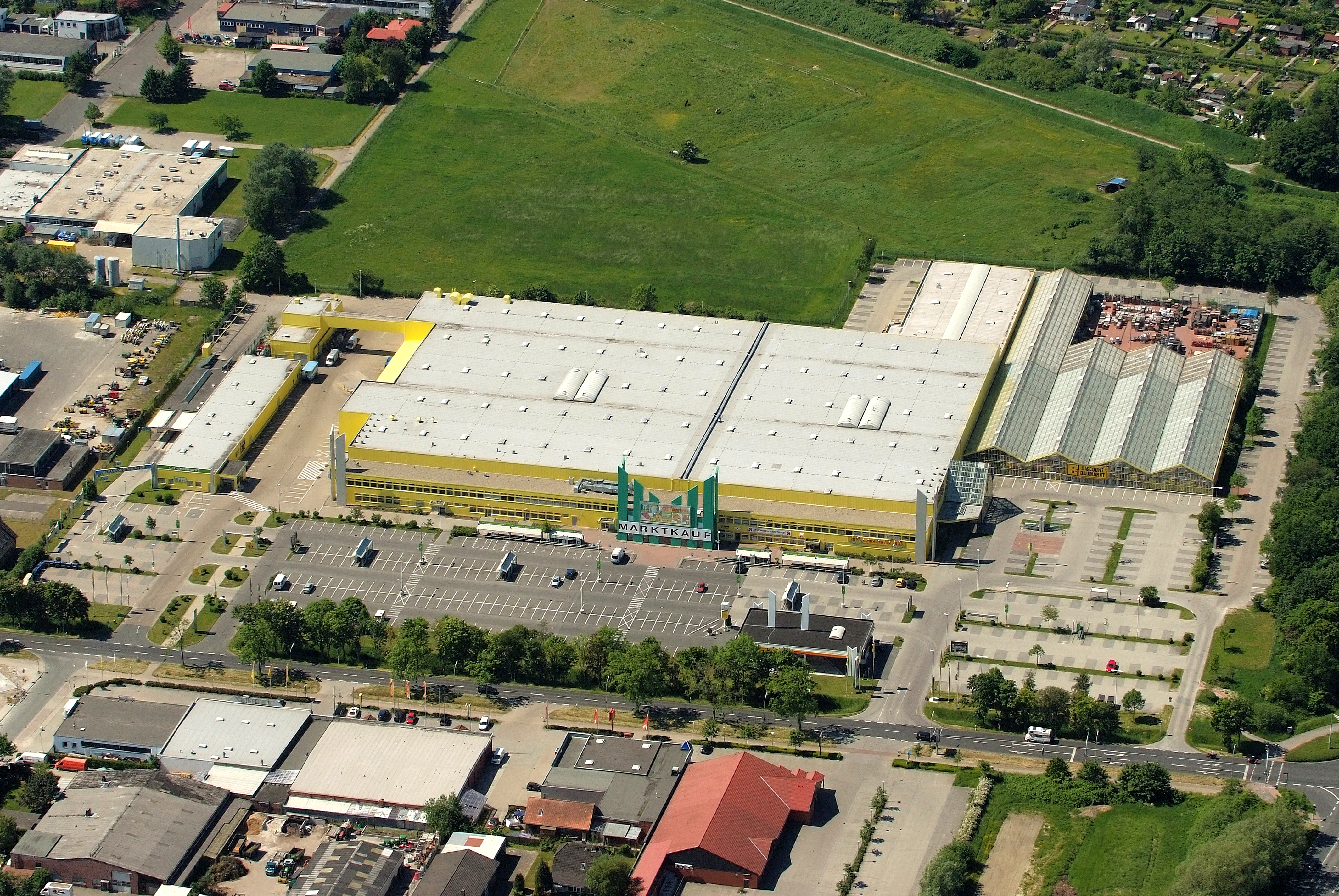
Marktkauf-Standort in Voslapp, Wilhelmshaven (Luftbild 2012)

Die Marktkauf Holding GmbH war eines der größten deutschen Handelsunternehmen und ist Teil der Edeka-Gruppe.
Das Unternehmen mit vormaligen Sitz in Bielefeld-Sennestadt entstand zum 1. Juli 2006 durch Umfirmierung und Umwandlung der AVA Allgemeine Handelsgesellschaft der Verbraucher AG. Es betreibt vor allem großflächige Formen des Lebensmitteleinzelhandels, zumeist SB-Warenhäuser, an mehr als 160 Standorten in Deutschland.
Am 1. Juni 2007 wurden nach der Trennung von den Baumärkten die verbliebenen 186 Marktkauf-SB-Warenhäuser auf die Regionalgesellschaften von Edeka aufgeteilt. Die Marke spielt bei den Edeka-Regionalgesellschaften jeweils eine unterschiedliche Rolle.

## Geschichte

### Gründung und Expansion

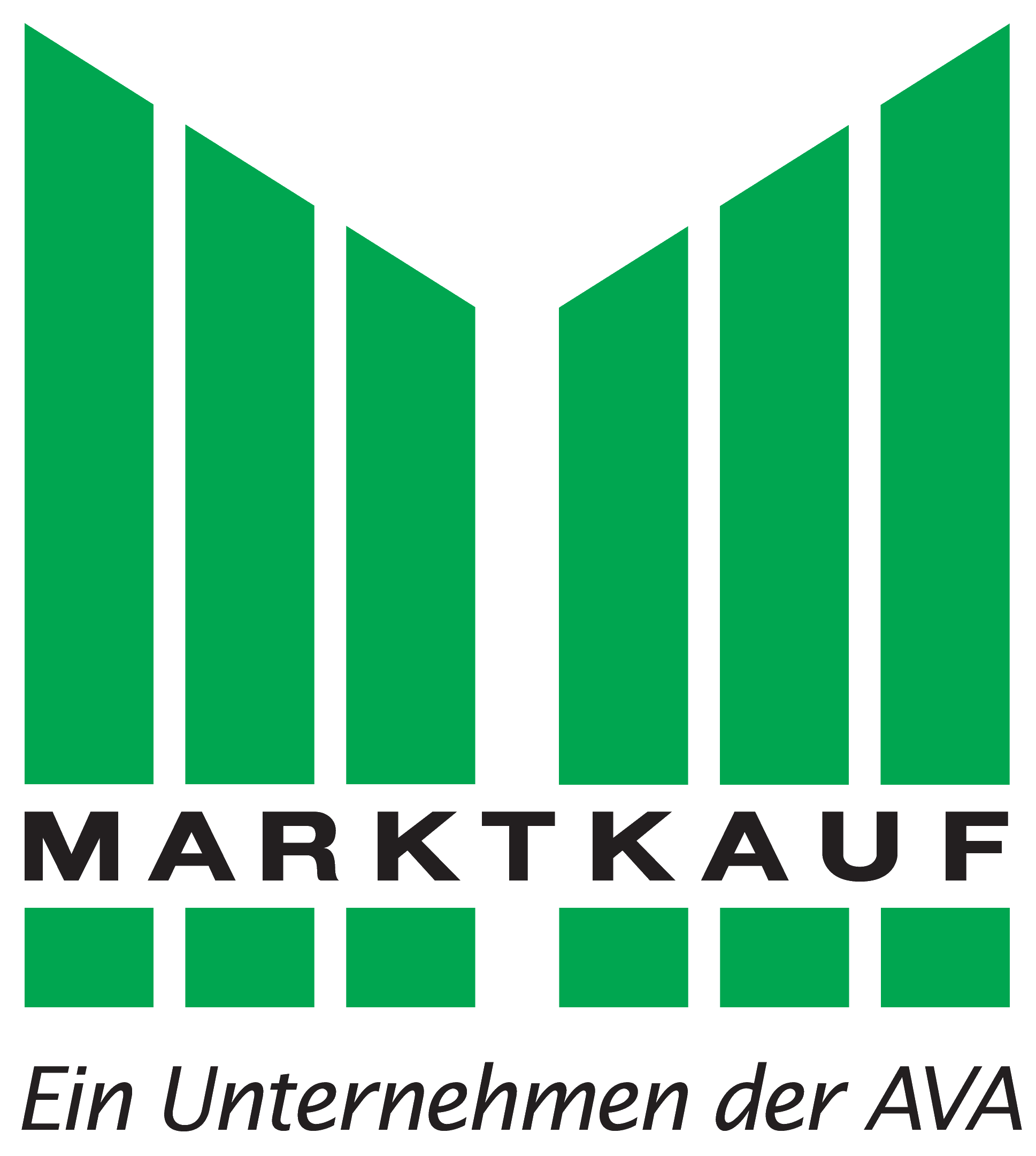
Logo von Marktkauf mit Zusatz „Ein Unternehmen der AVA“

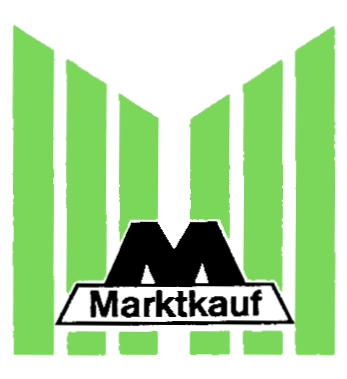
Historisches Marktkauf-Logo

Die AVA geht auf den 1892 gegründeten regionalen Bielefelder Konsumverein eGmbH zurück. Dieser löste sich 1936 aufgrund der Auswirkungen des am 21. Mai 1933 von der NSDAP erlassenen Gesetz über Verbrauchergenossenschaften auf und gründete sich nach Kriegsende am 1. Januar 1947 als Konsumgenossenschaft Bielefeld neu, wobei die Eintragung in das Genossenschaftsregisters des Amtsgerichts Bielefeld zum 20. September 1946 erfolgte. Nach mehreren Zusammenschlüssen mit anderen Konsumvereinen entstand die coop Ostwestfalen, welche 1970 mit der coop Lippe zur coop Ostwestfalen-Lippe fusionierte. In der 1974 gegründeten Co op AG wollte man nicht aufgehen, sodass 1975 die Umbenennung in Allgemeine Verbraucher-AG (AVA) erfolgte und die Marke Co op nicht mehr benutzt wurde. Daher war die AVA auch nicht von dem 1988 aufgedeckten sogenannten Co-op-Skandal und der folgenden Zerschlagung der Co op AG betroffen.
Das Unternehmen hatte schon 1970 begonnen, aus dem ostwestfälischen Stammland heraus zu expandieren und u. a. daher die Marktkauf GmbH als Tochtergesellschaft gegründet. Die ersten beiden Marktkauf SB-Warenhäuser wurden 1971 in Osnabrück-Nahne und an der Friedrich-List-Straße in Bielefeld eröffnet. Während Lebensmittelmärkte unter dem Namen allfrisch flaggten, erhielten die ab 1975 eröffneten Verbrauchermärkte den Namen dixi. Sie gehörten dabei zur Tochtergesellschaft dixi Discount-Handelsgesellschaft mbH.
1983 begann die Kooperation mit der Edeka-Gruppe, zunächst nur beim Einkauf, später entwickelte sich daraus eine vollständige Integration in die Edeka-Gruppe. Im Zuge der Expansion kaufte AVA 1989 die 1968 gegründete Optikkette von Franz-Josef Krane, beteiligte sich darüber hinaus ab 1990 an der BVA-Bayerische Warenhandelsgesellschaft der Verbraucher KG und der Plaza SB-Warenhaus Nürnberg GmbH.
Im Jahre 1992 übernahm Edeka 33 % des Kapitals der börsennotierten AVA Allgemeine Handelsgesellschaft der Verbraucher AG und erhöhte in den Folgejahren seine Beteiligungsquote. 1993 wurde die Nanz-Gruppe zu 59 Prozent übernommen. 1998 wurde sie dann an Edeka Südwest weiter gereicht. Auch die Beteiligungen an den anderen Supermarkt-Gesellschaften, darunter auch allfrisch, wurden im Zuge der Neuausrichtung der AVA im Laufe des gleichen Jahres veräußert. Der Großteil der allfrisch-Märkte, wurden an Bremke & Hoerster veräußert, welche dann die veräußerten allfrisch-Märkte in Combi-Markt umgeflaggt haben. Einzig die Helco Warenhandels GmbH verblieb vorerst bei der AVA, allerdings übernahm dabei im Oktober 1998 die Rewe Group 16 Helco-Märkte. Am 21. September 1999 wurde in Ratzeburg der 50. dixi-Verbrauchermarkt eröffnet. Im November 1999 wurden neun der damals zehn in den Niederlanden befindlichen Baumärkte, die unter der Marke Marktkauf betrieben wurden, an die Kette Praxis veräußert. Diese Märkte befanden sich in Amsterdam, Assen, Beverwijk, Den Haag, Duiven, Eindhoven, Groningen, Leeuwarden und Nieuwegein. Vorerst bestand der Markt in Heerlen weiter. Marktkauf war ab 1993 in den Niederlanden vertreten. Ab 2001 wurden die dixi-Märkte auf Marktkauf umgeflaggt.
Zum 1. Januar 2000 beteiligte sich die AVA mit 75,1 % an der Knechtel Holding, die unter den Namen Selbstbaumarkt und NOVA, mit Schwerpunkt in Niedersachsen und Mecklenburg-Vorpommern, Baumärkte betrieb. In Folge der Übernahme erfolgte die Umflaggung auf Marktkauf-Baumärkte. Bereits ab dem 1. Juli 1999 war die AVA an der Hauser Baumarkt GmbH & Co. KG beteiligt, als man die Anteile der Schwarz-Gruppe übernahm und zum Ende des gleichen Jahres das Unternehmen ganz übernahm. Auch die Hauser-Standorte wurden sukzessive auf Marktkauf umgeflaggt.
Ab 2003 investierte die AVA auch über die Nachbarländer hinaus. Die Tochter Marktkauf Rus betrieb mit der Eröffnung am 6. Februar 2003 ein SB-Warenhaus und einen Baumarkt in Moskau. Der Geschäftsverlauf der letzten Jahre war jedoch, besonders bei den Marktkauf-Baumärkten, nach dem Aufkauf von defizitären Baumärkten der Hauser-, Götzen- und Selbstbau-Gruppe von hohen Verlusten geprägt.
2005 wurden die letzten freien Aktionäre durch einen Ausschluss von Minderheitsaktionären von der Edeka herausgedrängt.
Zum 1. Juli 2006 erfolgte bei allen Unternehmensbestandteilen, sowohl bei der Holding als auch den Tochterunternehmen, eine Namensänderung von AVA zu Marktkauf. Die AVA Aktiengesellschaft wurde umgewandelt in die Marktkauf Holding GmbH.

Beispiele von Filialen
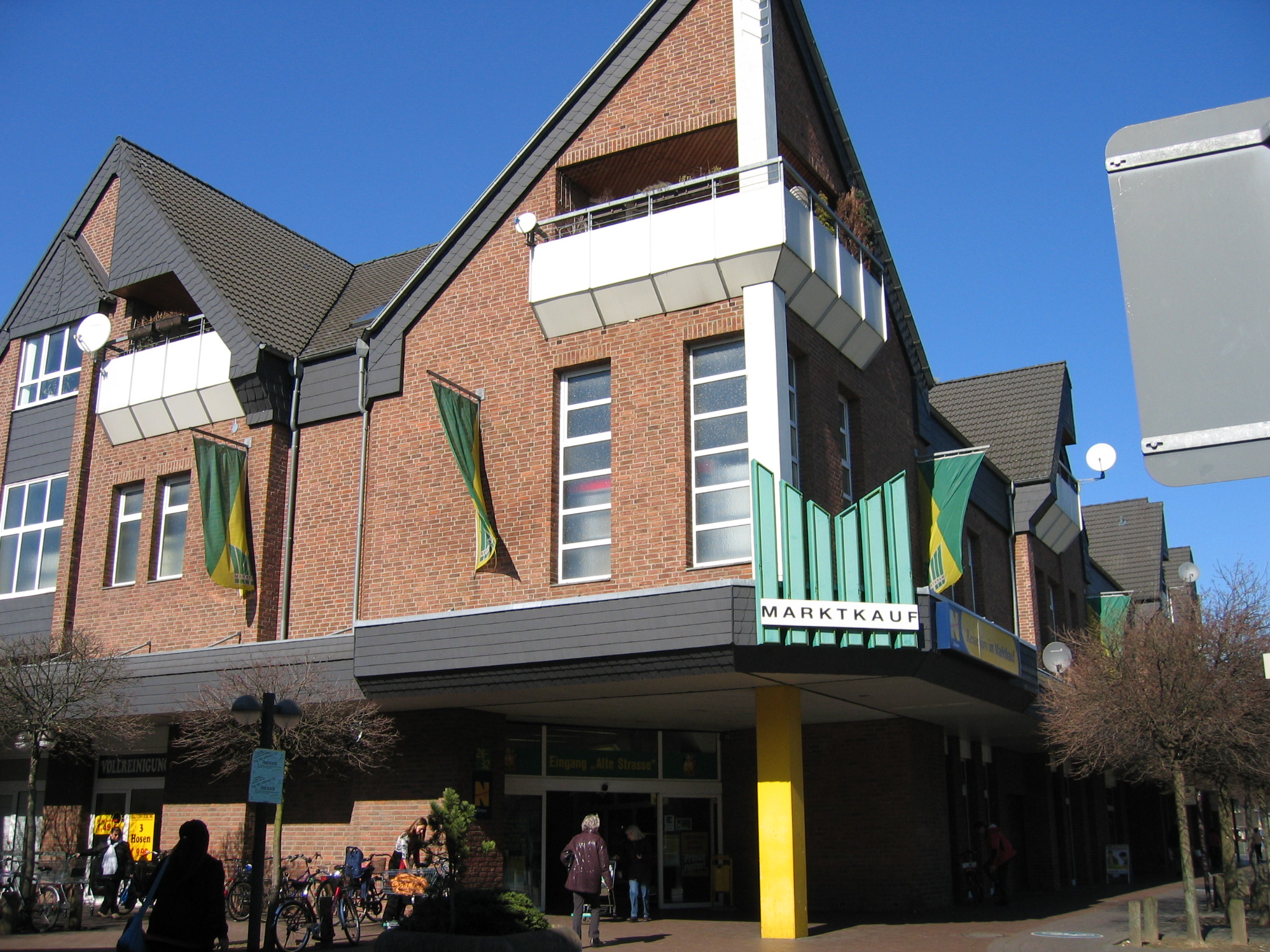
Frechen
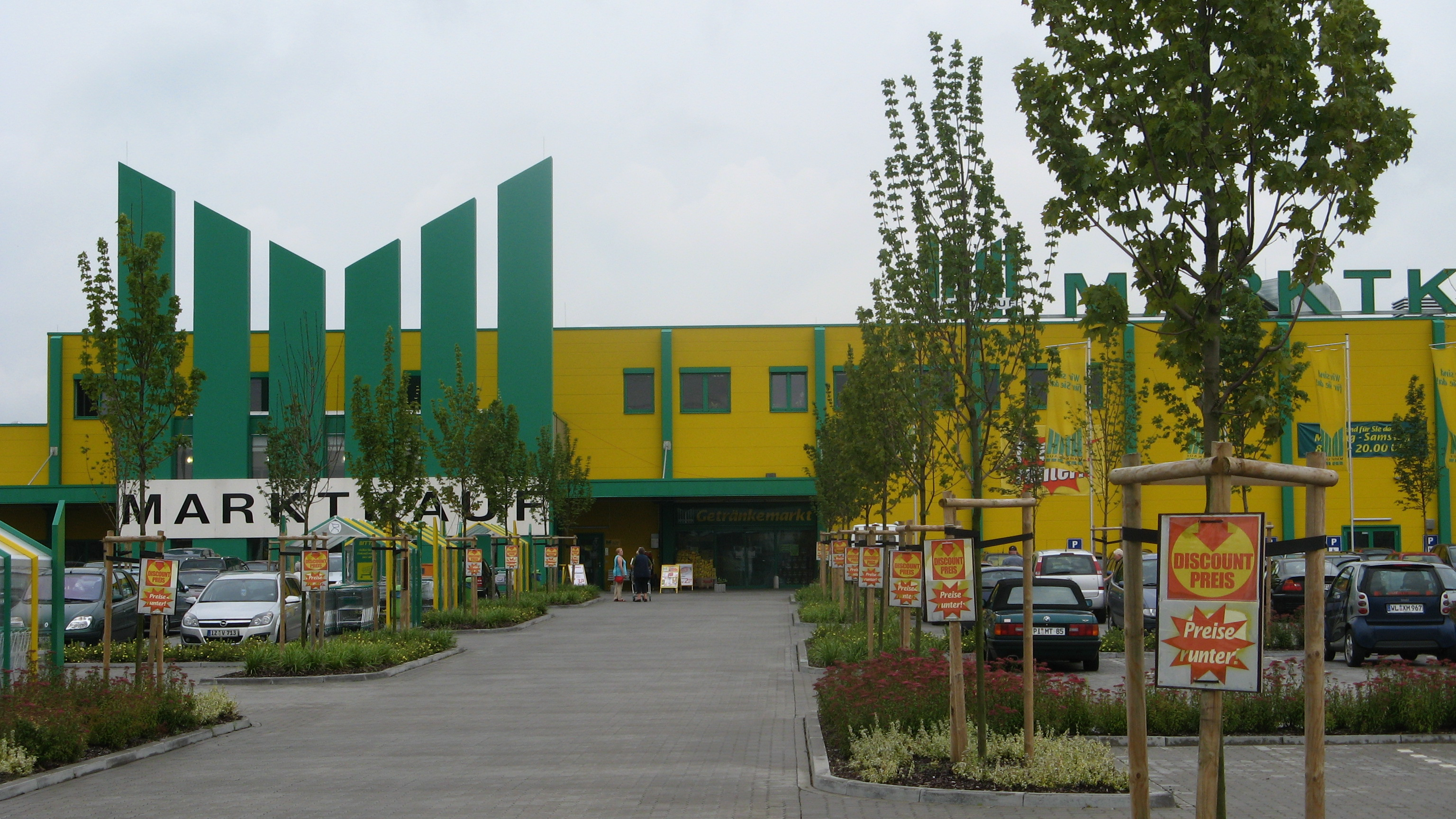
Elmshorn
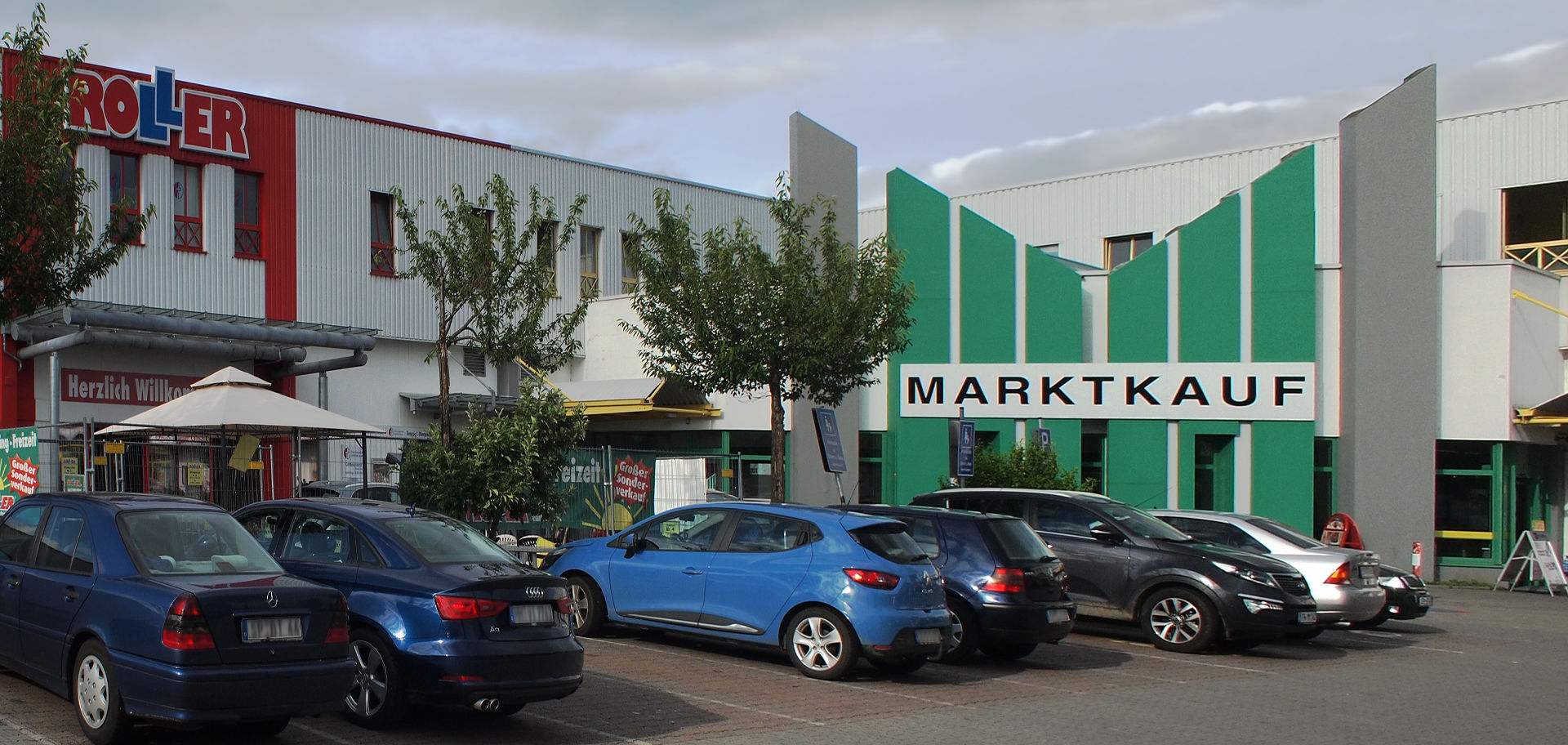
Speyer
Hof (Saale)

### Sanierung

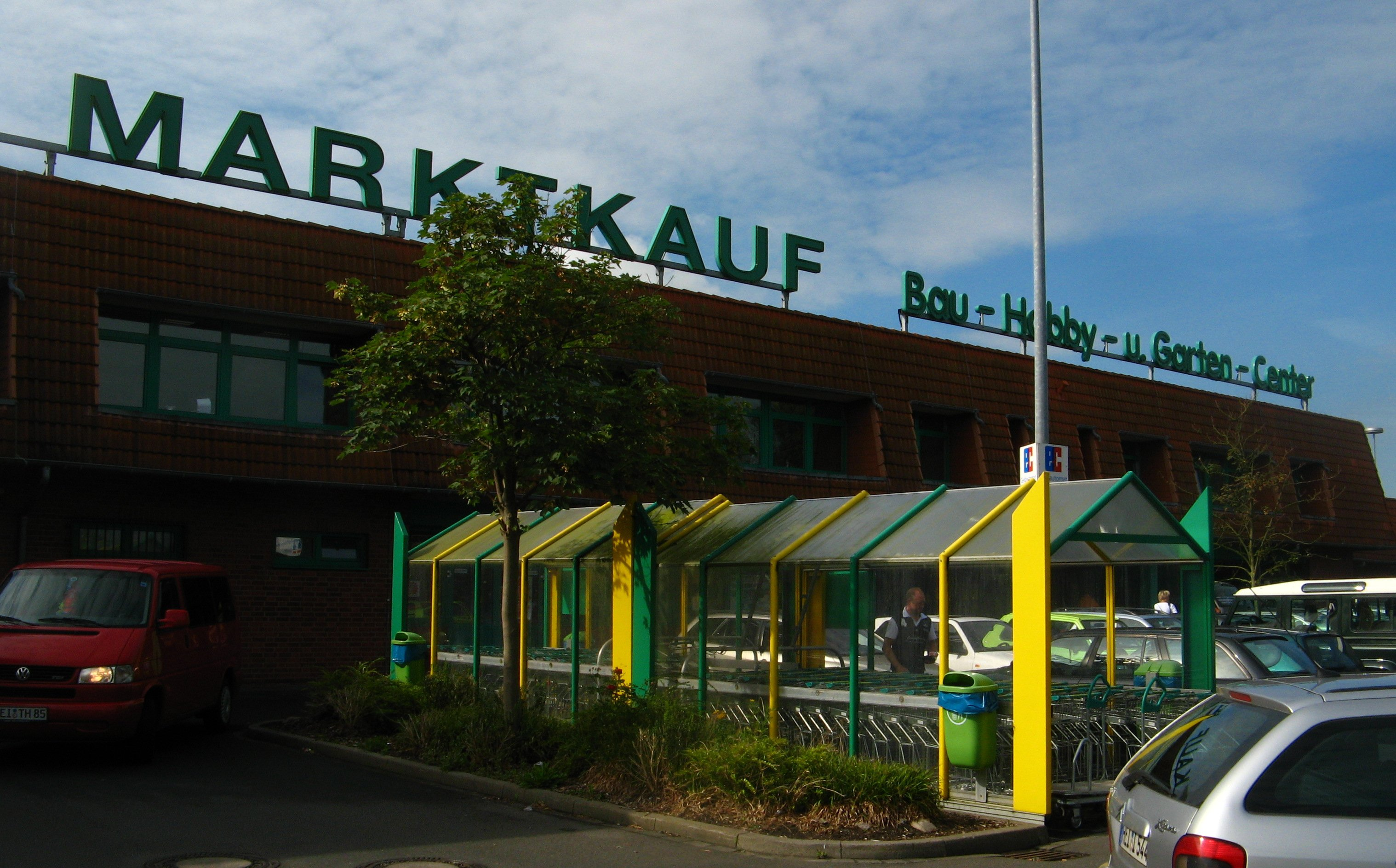
Der Marktkauf-Baumarkt in Heide (Holstein), 2007

Der im Edeka-Vorstand für Marktkauf zuständige Arbeitsdirektor und Sanierer Stephan Schelo (früher Chef der Spar Handels AG in Hamburg) plante 2006 nach Presseberichten den Abbau von 1000 Vollzeitstellen bei Marktkauf. Für 2006 rechnete der Vorstand mit einem Verlust von bis zu 50 Millionen Euro und für das kommende Jahr mit einem Fehlbetrag von 117 Millionen Euro. Die Edeka-Gruppe, zu der Marktkauf gehört, wollte sich ganz auf das Lebensmittel- und SB-Warenhaussegment konzentrieren. Deswegen sollten die Optikkette und die Baumärkte verkauft werden.
Im August 2006 wurde die Optikerkette Krane, mit 90 Filialen und 600 Mitarbeitern damals der drittgrößte Optiker in Deutschland, von Marktkauf an die niederländische Beteiligungsgesellschaft HAL Investments veräußert, welche bereits die Apollo-Optik mit 480 Fachgeschäften besaß. Damit überflügelte die Optikhandelsgruppe Pearle Europe, zu der HAL Investments gehört, den vorherigen Branchenprimus Fielmann, der kein Interesse an einem Kauf gezeigt hatte.
Das SB-Warenhaus in Moskau wurde im Dezember 2006 an die Metro Group veräußert. Der zugehörige Baumarkt in Moskau ging an die französische Baumarktkette Castorama.
Am 16. Mai 2007 wurde bekanntgegeben, dass die Rewe Group zum Juni 2007 133 der 150 Bau- und Gartenmärkte übernimmt. Sie wurden auf das Rewe-Tochterunternehmen Toom Baumarkt und dessen Vertriebslinien umgeflaggt. Von den 2006 noch 150 Baumärkten wurden fünf bereits im Februar 2007 geschlossen, die bei Edeka verbleibenden sollten voraussichtlich bis Juni 2007 geschlossen worden sein. Inzwischen betreibt Marktkauf keine Baumärkte mehr. Die 133 Baumärkte hatten einen Umsatz 2006 von 840 Mio. Euro mit ca. 4900 Mitarbeitern. Rewe hätte für die Übernahme der seit Jahren defizitären Baumärkte laut Angaben von Brancheninsidern einen Zuschuss von etwa 120 bis 150 Millionen Euro von seinem Mitbewerber Edeka erhalten sollen. Schlussendlich soll sich der Zuschuss auf bis zu 320 Millionen Euro beziffern lassen. Die Rewe Group hatte in einem Bieterwettbewerb, an dem sich auch zahlreiche Private-Equity-Investoren beteiligten, den Zuschlag erhalten.
Am 1. Juni 2007 wurde bekannt, dass nach der Trennung von den Baumärkten die verbliebenen 186 Marktkauf-SB-Warenhäuser auf die Regionalgesellschaften von Edeka aufgeteilt werden. Außerdem wurden einzelne Marktkauf-SB-Warenhäuser in Edeka Center, eine Vertriebslinie der Edeka, umgeflaggt, so in Herford, im Werre-Park in Bad Oeynhausen, in Ilsede (im Landkreis Peine), im Filder-Einkaufszentrum in Leinfelden und der Filiale in Peine geschehen. Die Filiale im Dollart Center Emden wurde 2008 von der Edeka an das regional tätige Unternehmen multi aus Leer abgegeben. Im gleichen Jahr wurde die Integration der Marktkauf-Häuser in die Regionalgesellschaften abgeschlossen.
Die Sanierung wurde von weiteren Schließungen begleitet. Nachdem 2007 einzelne Märkte schlossen, sollte zum März 2008 einer der drei Logistik-Standorte von Marktkauf (Laichingen auf der Schwäbischen Alb) geschlossen werden, nachdem Ende Mai 2007 noch sein Ausbau zu einem Non-Food-Zentrallager angekündigt worden war. Inzwischen wurde auch die Logistik vollständig in die der Edeka-Gruppe integriert.
Am weitesten fortgeschritten war die Privatisierung unter der Marke Marktkauf der Edeka Rhein-Ruhr, in der 10 ursprüngliche Regiemärkte privatisiert und 2 weitere als Privatbetriebene eröffnet wurden. Dort befanden sich noch 22 Regiemärkte, darunter drei ehemalige RATIO-Märkte, die 2011 übernommen worden sind. Inzwischen sind bei der Edeka Nord einzelne Standorte abgegeben oder umgeflaggt worden. Alleine 2018 wurde ein Haus an einen privaten Kaufmann übergeben, während Märkte auf Edeka Center umflaggten. Ende 2016 verlagerte das Unternehmen seinen Sitz von Bielefeld hin zur Edeka-Zentrale in Hamburg.

### Heutige Situation
Deutschlandweit betreiben sechs der sieben Regionalgesellschaften der Edeka weiterhin Marktkauf-Häuser, z. T. durch selbstständige Kaufleute. Innerhalb der verschiedenen Regionalgesellschaften bestehen Tochtergesellschaften, die für die Marktkauf-Häuser zuständig sind. Einzig die Edeka Südbayern betreibt keine Marktkauf-Häuser mehr, der letzte Marktkauf-Standort in Augsburg flaggte im November 2021 auf Edeka Center um. Ähnlich wie bei der Edeka gibt es kein zentral gesteuertes Marketing. Die Häuser treten unter demselben Logo auf, die Außendarstellung sowie die Werbung ist jedoch innerhalb der Regionalgesellschaften gleich. So bestehen für die Marke Marktkauf verschiedene Slogans und aktuell (Stand: April 2022) vier verschiedene Webseiten, wobei die Regionalgesellschaften Edeka Minden-Hannover und Edeka Hessenring keine spezielle Marktkauf-Website besitzen.

#### Aufteilung von Real
Im Zuge der Aufteilung von Real übernahm die Edeka bundesweit verschiedene Standorte, wodurch vor allem die Zahl der im Vertriebsgebiet der Edeka Südwest befindlichen Marktkauf-Häuser mehr als verdoppelt wurde.
Folgende ehemalige Real-Standorte wurden im Rahmen dieser Aufteilung auf Marktkauf umgeflaggt:
| Standort                                       | Eröffnung als Marktkauf | Art des Marktes | Vertriebsgebiet       |
| ---------------------------------------------- | ----------------------- | --------------- | --------------------- |
| Aschaffenburg, Hochstraße                      | 14. September 2021      | privatgeführt   | Edeka Südwest         |
| Böblingen-Hulb, Otto-Lilienthal-Straße         | 13. Juni 2022           | Regiemarkt      | Edeka Südwest         |
| Bremen, Duckwitzstraße                         | 30. September 2021      | Regiemarkt      | Edeka Minden-Hannover |
| Bremen-Habenhausen, Steinsetzer Straße         | 08. Juli 2021           | Regiemarkt      | Edeka Minden-Hannover |
| Darmstadt, Eschollbrücker Straße               | 25. Oktober 2021        | Regiemarkt      | Edeka Südwest         |
| Dortmund-Aplerbeck, Schleefstraße 15–19        | 25. Juli 2024           | privatgeführt   | Edeka Rhein-Ruhr      |
| Dülmen, Auf dem Quellberg 16                   | 09. Dezember 2021       | Regiemarkt      | Edeka Rhein-Ruhr      |
| Ostfildern, Plieninger Straße 63D              | 09. November 2021       | Regiemarkt      | Edeka Südwest         |
| Freiburg im Breisgau, Gundelfinger Straße 4    | 27. Juni 2022           | privatgeführt   | Edeka Südwest         |
| Groß-Zimmern, Röntgenstraße 1–3                | 03. Mai 2022            | Regiemarkt      | Edeka Südwest         |
| Hagen, Kabeler Straße 25                       | 01. Juni 2022           | Regiemarkt      | Edeka Rhein-Ruhr      |
| Heidenheim an der Brenz, Nattheimer Straße 100 | 22. Februar 2022        | Regiemarkt      | Edeka Südwest         |
| Henstedt-Ulzburg, Gutenbergstraße 7            | 12. April 2022          | Regiemarkt      | Edeka Nord            |
| Herten, Hoppenwall 6–8 (inkl. Trinkgut)        | 10. August 2023         | Regiemarkt      | EDEKA Rhein-Ruhr      |
| Horb, Hahnerstraße                             | 03. August 2021         | Regiemarkt      | Edeka Südwest         |
| Kaiserslautern, Mannheimer Straße              | 15. Juni 2021           | Regiemarkt      | Edeka Südwest         |
| Kirchheim am Neckar, Max-Eyth-Straße           | 06. Juli 2021           | Regiemarkt      | Edeka Südwest         |
| Rangsdorf, Klein Kienitzer Straße 2            | 08. Dezember 2022       | Regiemarkt      | Edeka Minden-Hannover |
| Ratingen, Am Sandbach 30                       | 02. Februar 2023        | privatgeführt   | Edeka Rhein-Ruhr      |
| Schleswig, Flensburger Straße 61               | 18. Mai 2022            | Regiemarkt      | Edeka Nord            |
| Teltow, Oderstraße                             | 05. August 2021         | Regiemarkt      | Edeka Minden-Hannover |
| Wolfenbüttel, Am Wasserwerk 3                  | 018. Juli 2024          | Regiemarkt      | Edeka Minden-Hannover |

1. 1 2  Die Märkte wurden vorerst weiterhin als Real betrieben, allerdings glichen die Angebotsprospekte dem der in der Region ansässigen Marktkauf-Häuser. Auch offiziell waren die Märkte bereits zu Beginn in der Marktkauf-Gesellschaft eingegliedert. Im Herbst 2022 (Hagen) bzw. Februar 2023 (Dülmen) wurden die Märkte auf Marktkauf umgeflaggt.

## Unternehmensstruktur

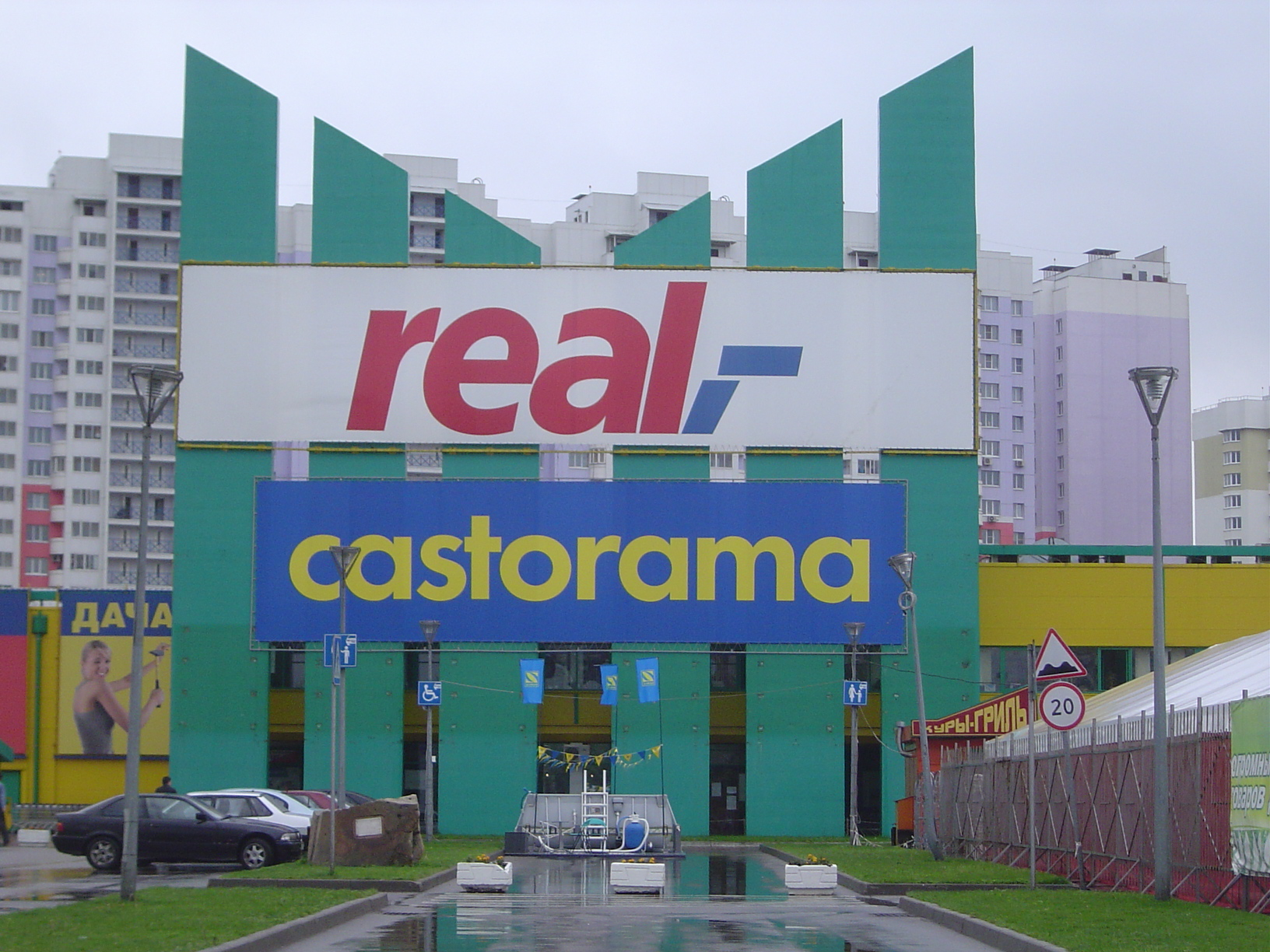
Ehemalige Marktkauf-Filiale in Moskau Kotelniki

### Vertriebslinien

#### Marktkauf
Die Edeka-Gruppe betrieb im April 2008 186 Marktkauf SB-Warenhäuser und Verbrauchermärkte in Deutschland. Die Marktkauf-Warenhäuser wurden bis März 2008 an die sieben Edeka-Regionalgesellschaften übergeben. Diese sollen sie an selbstständige Einzelhändler übertragen.

#### dixi
Mit dixi betrieb die AVA ab 1975 eine zweite Vertriebslinie für SB-Großflächen und Baumärkte, allen voran aber für Verbrauchermärkte. 1999 erzielte die Tochtergesellschaft einen Umsatz von 1,1 Milliarden DM und hatte rund 3.100 Mitarbeitende. An 18 Standorten war dixi 2000 als Baumarkt vertreten. Im Jahr 2000 wurde im Zuge der Vertriebsvereinheitlichung die Tochtergesellschaft zum 1. Januar 2001 rechtlich mit der Marktkauf oHG verschmolzen. Im gleichen Jahr wurden die ersten 14 Standorte auf Marktkauf umgeflaggt, mittelfristig wurde dixi als Vertriebslinie aufgegeben. Die restlichen der ehemals insgesamt 54-Verbrauchermarkt- und 18 Baumarkt-Standorte folgten und wurden ebenfalls auf Marktkauf umgeflaggt.

### Logistik
Bis zur Auflösung betrieb die Logistiktochter Marktkauf Logistik (zuvor AVA-Logistik) drei Logistikzentren in Bielefeld-Sennestadt, Zarrentin und Laichingen.

### Produktionsgesellschaften
Die FG Frischwaren mit Betrieben in Georgsmarienhütte, Mockritz und Laichingen belieferte die Niederlassungen von Marktkauf mit Fleisch- und Wurstwaren, Fisch und Feinkost.

### Weitere Tochtergesellschaften
Die Datenverarbeitung erledigte die Marktkauf IT Informationstechnologie (zuvor AVA Informationstechnologie). Die Marktkauf-Tochter Center Entwicklungs- und Verwaltungs-GmbH (CEV) entwickelt und verwaltet Einkaufscenter.

### Handelsmarken
Neben den Edeka-Eigenmarken führte Marktkauf die AVA-Eigenmarke Gut und Billig, die 1996 eingeführt wurde und vor allem im Preiseinstiegsbereich angesiedelt war. 2002 führte die Eigenmarke mehr als 650 Artikel, vor allem im Lebensmittelbereich. Inzwischen wurde die Eigenmarke durch die Edeka-Eigenmarke Gut und günstig ersetzt.